# Sangala choba
Sangala choba là một loài bướm đêm trong họ Geometridae.